# Something in Your Mouth
Something in Your Mouth è un singolo del gruppo rock canadese Nickelback, pubblicato nel 2008 ed estratto dall'album Dark Horse.

## Tracce
- Download digitale

1. Something in Your Mouth – 3:39